# Osteochilus schlegelii
Osteochilus schlegelii är en fiskart som först beskrevs av Bleeker, 1851.  Osteochilus schlegelii ingår i släktet Osteochilus och familjen karpfiskar. IUCN kategoriserar arten globalt som otillräckligt studerad. Inga underarter finns listade i Catalogue of Life.